# منطقه حفاظت‌شده انگورونگورو
انگورونگورو منطقه‌ای حفاظت‌شده و میراثی جهانی است که در ۱۸۰ کیلومتری غرب شهر آروشا در تانزانیا قرار دارد. این منطقه از سوی اداره حفاظت از محیط زیست انگورونگورو متعلق به دولت تانزانیا اداره می‌شود. دره انگورونگورو، که کاسه‌ای آتشفشانی و فعال است، درون این پارک قرار دارد.

## نگارخانه

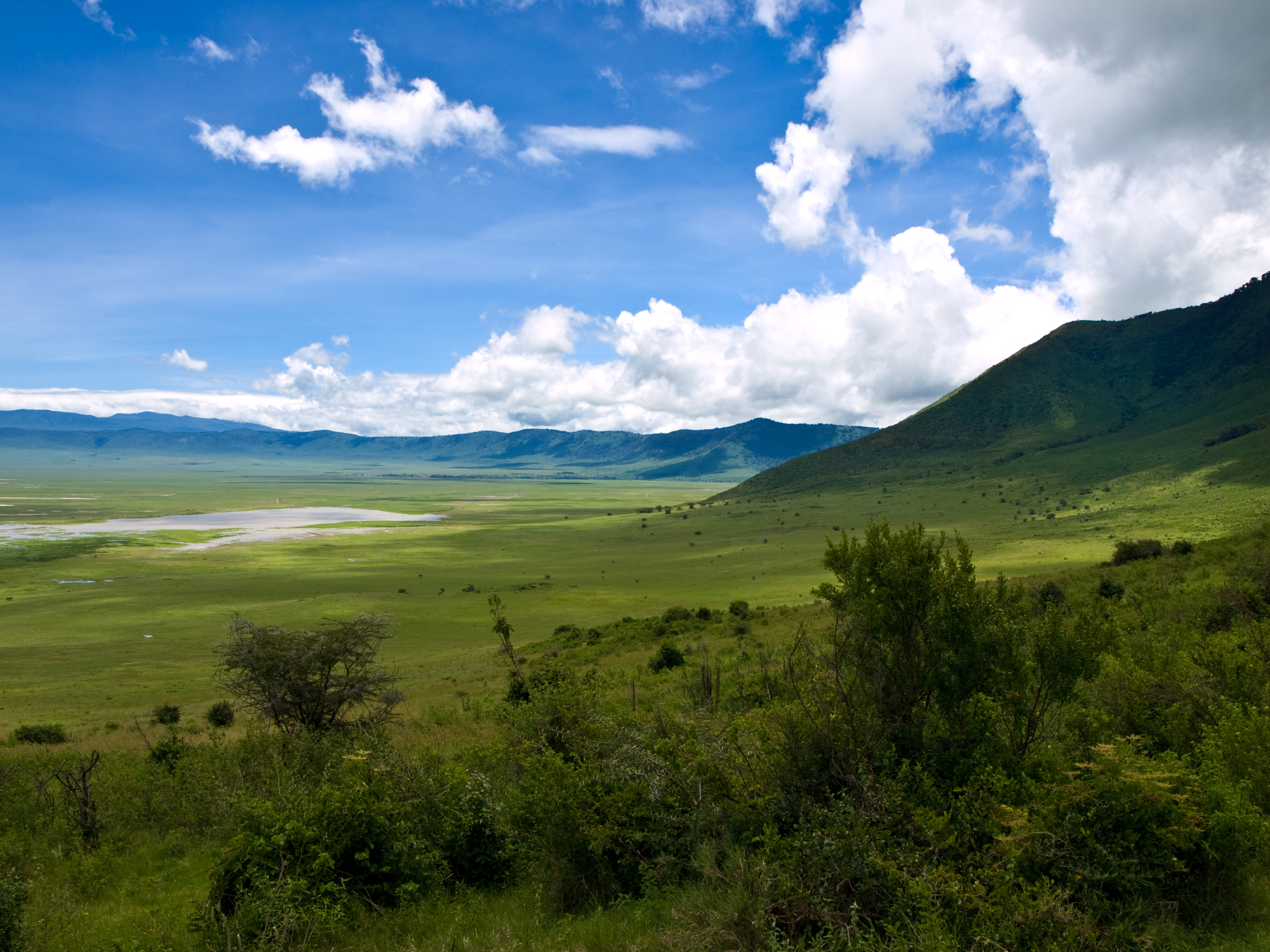
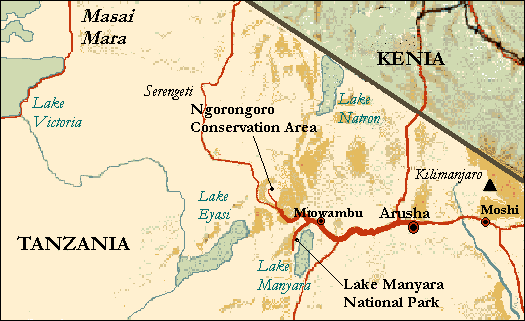
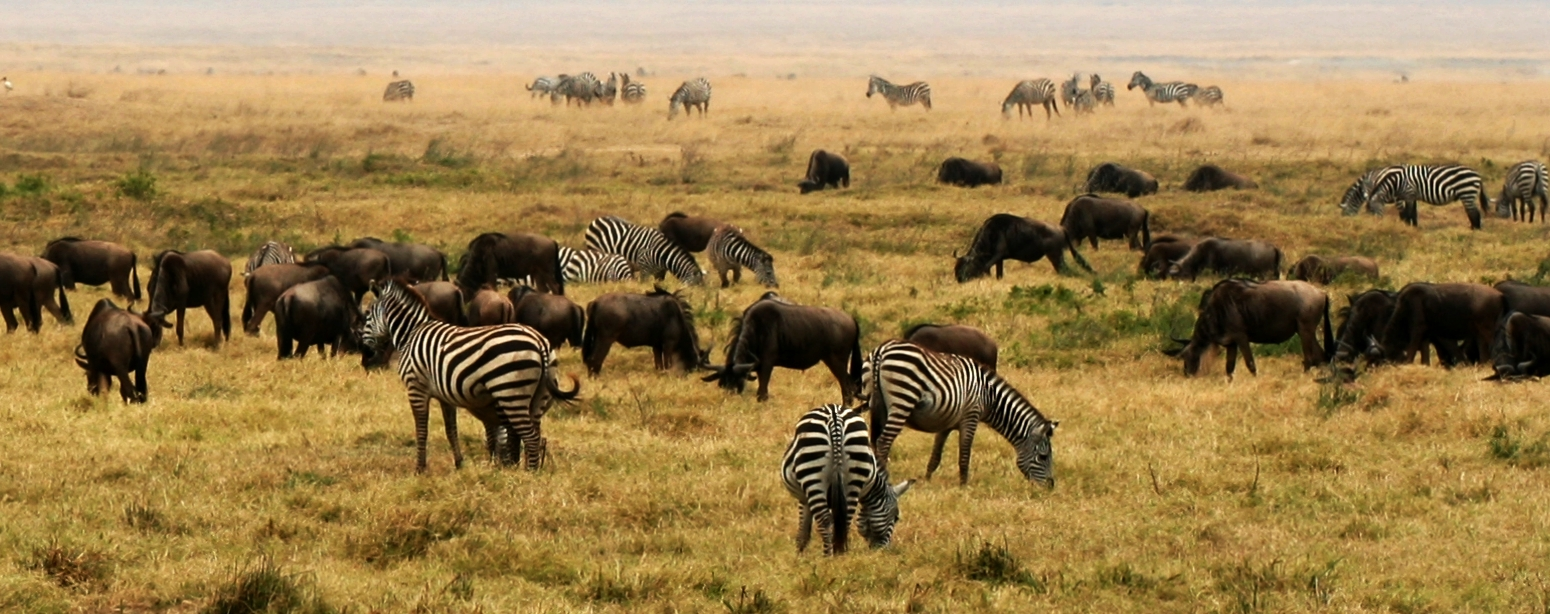
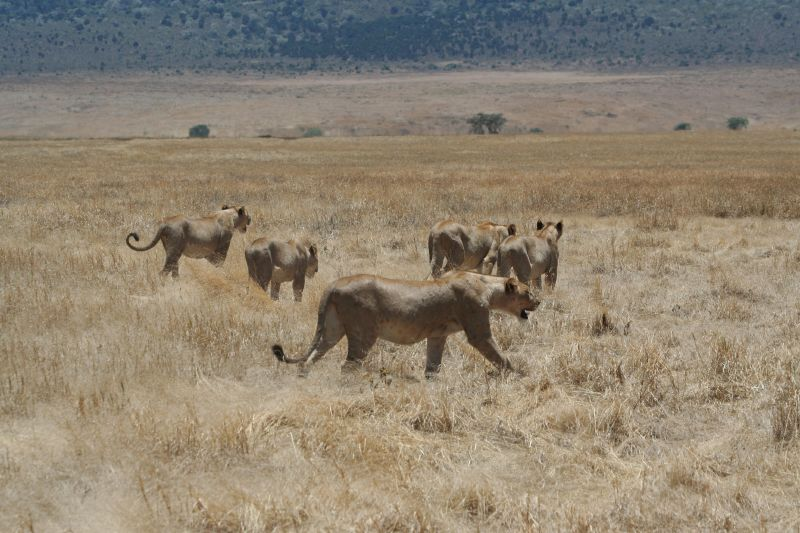
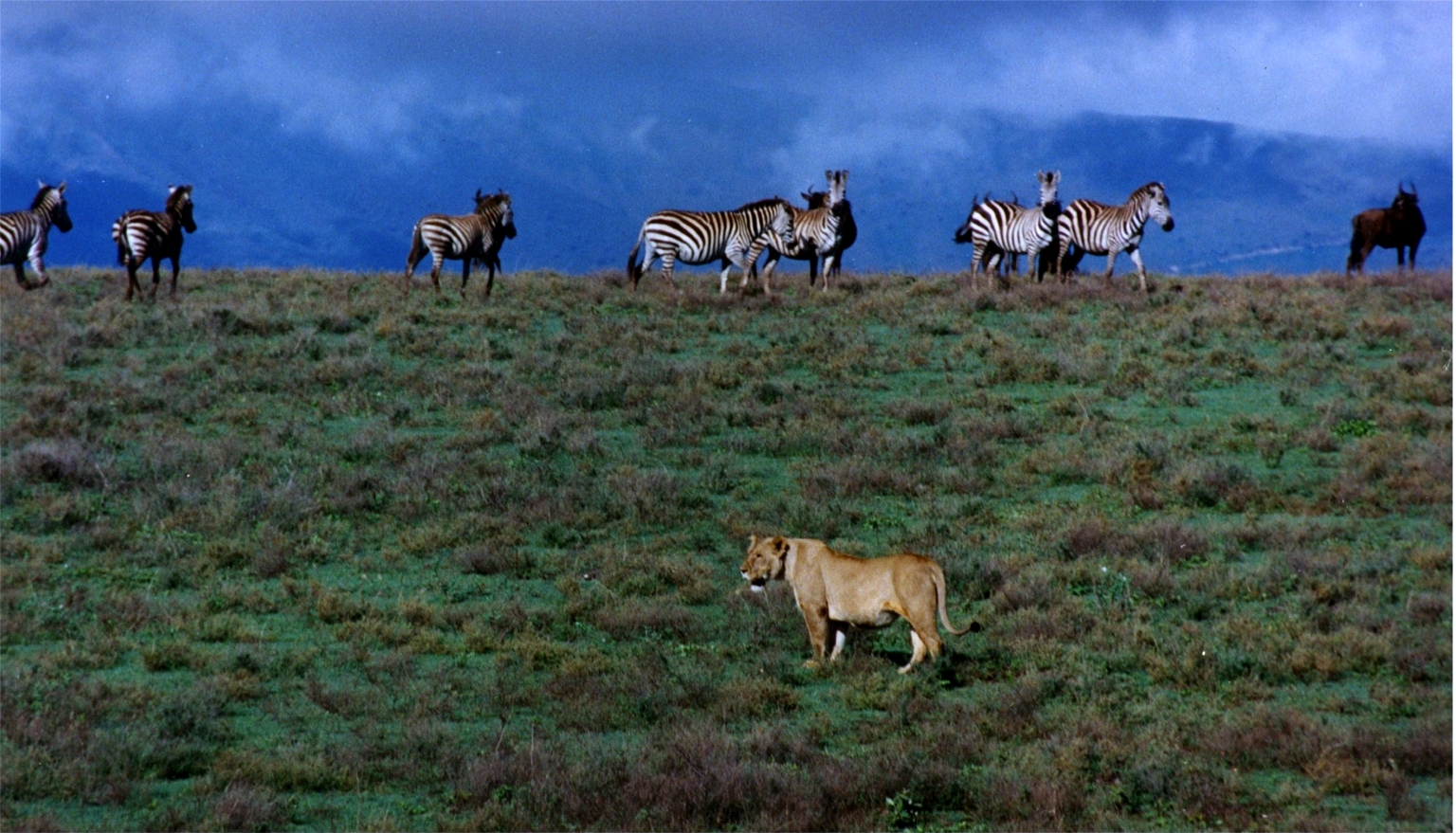